# Felszeghy Tibor
Felszeghy Tibor (Budapest, 1962. december 3. –) magyar bábművész, színész.

## Életpályája
Pályája 1981-ben a pécsi Bóbita Bábegyüttesnél indult. 1983-ban végzett a Bábszínészképző Tanfolyamon. 1984-től 1991-ig az Állami Bábszínház tagja volt. 1986-ban Niklesz Ildikóval közösen megalapította a Fabula Bábszínházat, amelynek igazgatója. Bábszínészi  munkái mellett rendezéssel és zeneszerzéssel is foglalkozik, és a Wégső Csapás nevű zenekar szövegírója, dalszerzője, énekese, gitárosa.

## Fontosabb színházi szerepei
- Nyikolaj Vasziljevics Gogol – Jevgenyij Vasziljevics Szperanszkij: Karácsonyéj... Vakula, kovács
- Balogh Géza: Doktor Faust...  Faust
- Bánd Anna – Devecseri Gábor – Nyina Vlagyimirovna Gernet: Aladdin csodalámpája... Aladdin
- Csorba Piroska: A virágfejű ember... szereplő
- Illyés Gyula – Giovannini Kornél: Tündérszép Ilona és Árgyilus... Árgyilus királyfi
- Grimm fivérek – Károlyi Amy: Hófehérke és a hét törpe... Királyfi; Farkas
- Donászy Magda: Ki-ki a maga mesterségét... szereplő
- Végh György: Nyuszi, mint oroszlánvadász... szereplő
- Tömöry Márta: Ki jön velünk Valaholba?... szereplő
- Nagy Olga – Kovács Ildikó: Füttyös és a robotok... Marci
- Novotny Vilmos: Marci három barátsága... szereplő
- Guignol, a csodaszakács... szereplő

## Filmek, tv
- Veszélyes zóna (1995)... Elder
- Csajok (1996)... Barbara apja
- Szomszédok (sorozat)

- 158. rész (1993) ... rendőr
- 165. rész (1993) ... rendőrfelügyelő
- 240. rész (1996) ... komornyik
- Perlasca – Egy igaz ember története (2002)
- Drága Elza! (2014)... Kolja

## Színházi zenéiből
- Bálint Ágnes: Mazsola (Fabula Bábszínház)
- Hupikék Péter, avagy egy kék kutya története (Fabula Bábszínház)
- A zenélő doboz (Fabula Bábszínház)
- Nagy akarok lenni! (Fabula Bábszínház)
- Citromka kalandjai (Fabula Bábszínház)